# Moonzund
Moonzund (Моонзунд) è un film del 1987 diretto da Aleksandr Muratov.

## Trama
Il film è ambientato nel Baltico nel 1915-1917. Il film racconta gli ufficiali e i marinai della flotta baltica. Il tenente anziano Arten'ev ama la ragazza Klara, ma lei lavora per il controspionaggio e quindi non possono stare insieme. Gli stati d'animo ribelli divampano sulla nave Arteniev. Non appoggiandoli, Arten'ev prende il comando della batteria, che custodisce il punto più pericoloso della difesa contro i nazisti.